# Laninia
Laninia là một chi bướm đêm thuộc họ Geometridae.